# Grand Prix Formule 1 van Saoedi-Arabië 2025
De Grand Prix Formule 1 van Saoedi-Arabië 2025 werd verreden op 20 april op het Jeddah Corniche Circuit in Jeddah. Het was de vijfde race van het seizoen. 

## Vrije trainingen

### Uitslagen
- Enkel de top vijf wordt weergegeven.

| Vrije training 1 | Pos. | Nr. | Coureur          | Constructeur               | Tijd     |
| ---------------- | ---- | --- | ---------------- | -------------------------- | -------- |
| Vrije training 1 | 1    | 10  | Pierre Gasly     | Alpine-Renault             | 1:29.239 |
| Vrije training 1 | 2    | 4   | Lando Norris     | McLaren-Mercedes           | 1:29.246 |
| Vrije training 1 | 3    | 16  | Charles Leclerc  | Ferrari                    | 1:29.309 |
| Vrije training 1 | 4    | 81  | Oscar Piastri    | McLaren-Mercedes           | 1:29.341 |
| Vrije training 1 | 5    | 23  | Alexander Albon  | Williams-Mercedes          | 1:29.606 |
| Vrije training 2 | Pos. | Nr. | Coureur          | Constructeur               | Tijd     |
| Vrije training 2 | 1    | 4   | Lando Norris     | McLaren-Mercedes           | 1:28.267 |
| Vrije training 2 | 2    | 81  | Oscar Piastri    | McLaren-Mercedes           | 1:28.430 |
| Vrije training 2 | 3    | 1   | Max Verstappen   | Red Bull Racing-Honda RBPT | 1:28.547 |
| Vrije training 2 | 4    | 16  | Charles Leclerc  | Ferrari                    | 1:28.749 |
| Vrije training 2 | 5    | 55  | Carlos Sainz jr. | Williams-Mercedes          | 1:28.942 |
| Vrije training 3 | Pos. | Nr. | Coureur          | Constructeur               | Tijd     |
| Vrije training 3 | 1    | 4   | Lando Norris     | McLaren-Mercedes           | 1:27.489 |
| Vrije training 3 | 2    | 81  | Oscar Piastri    | McLaren-Mercedes           | 1:27.513 |
| Vrije training 3 | 3    | 63  | George Russell   | Mercedes                   | 1:28.116 |
| Vrije training 3 | 4    | 1   | Max Verstappen   | Red Bull Racing-Honda RBPT | 1:28.334 |
| Vrije training 3 | 5    | 16  | Charles Leclerc  | Ferrari                    | 1:28.372 |

## Kwalificatie
Max Verstappen behaalde de tweeënveertigste pole position in zijn carrière.
| Pos.                   | Nr. | Coureur           | Constructeur               | Kwalificatietijden | Kwalificatietijden | Kwalificatietijden | Grid |
| Pos.                   | Nr. | Coureur           | Constructeur               | Q1                 | Q2                 | Q3                 | Grid |
| ---------------------- | --- | ----------------- | -------------------------- | ------------------ | ------------------ | ------------------ | ---- |
| 1                      | 1   | Max Verstappen    | Red Bull Racing-Honda RBPT | 1:27.778           | 1:27.529           | 1:27.294           | 1    |
| 2                      | 81  | Oscar Piastri     | McLaren-Mercedes           | 1:27.901           | 1:27.545           | 1:27.304           | 2    |
| 3                      | 63  | George Russell    | Mercedes                   | 1:28.282           | 1:27.599           | 1:27.407           | 3    |
| 4                      | 16  | Charles Leclerc   | Ferrari                    | 1:28.552           | 1:27.866           | 1:27.670           | 4    |
| 5                      | 12  | Kimi Antonelli    | Mercedes                   | 1:28.128           | 1:27.798           | 1:27.866           | 5    |
| 6                      | 55  | Carlos Sainz jr.  | Williams-Mercedes          | 1:28.354           | 1:28.024           | 1:28.164           | 6    |
| 7                      | 44  | Lewis Hamilton    | Ferrari                    | 1:28.372           | 1:28.102           | 1:28.201           | 7    |
| 8                      | 22  | Yuki Tsunoda      | Red Bull Racing-Honda RBPT | 1:28.226           | 1:27.990           | 1:28.204           | 8    |
| 9                      | 10  | Pierre Gasly      | Alpine-Renault             | 1:28.421           | 1:28.025           | 1:28.367           | 9    |
| 10                     | 4   | Lando Norris      | McLaren-Mercedes           | 1:27.805           | 1:27.481           | Geen tijd          | 10   |
| 11                     | 23  | Alexander Albon   | Williams-Mercedes          | 1:28.279           | 1:28.109           |                    | 11   |
| 12                     | 30  | Liam Lawson       | Racing Bulls-Honda RBPT    | 1:28.561           | 1:28.191           |                    | 12   |
| 13                     | 14  | Fernando Alonso   | Aston Martin-Mercedes      | 1:28.548           | 1:28.303           |                    | 13   |
| 14                     | 6   | Isack Hadjar      | Racing Bulls-Honda RBPT    | 1:28.571           | 1:28.418           |                    | 14   |
| 15                     | 87  | Oliver Bearman    | Haas-Ferrari               | 1:28.536           | 1:28.648           |                    | 15   |
| 16                     | 18  | Lance Stroll      | Aston Martin-Mercedes      | 1:28.645           |                    |                    | 16   |
| 17                     | 7   | Jack Doohan       | Alpine-Renault             | 1:28.739           |                    |                    | 17   |
| 18                     | 27  | Nico Hülkenberg   | Kick Sauber-Ferrari        | 1:28.782           |                    |                    | 18   |
| 19                     | 31  | Esteban Ocon      | Haas-Ferrari               | 1:29.092           |                    |                    | 19   |
| 20                     | 5   | Gabriel Bortoleto | Kick Sauber-Ferrari        | 1:29.462           |                    |                    | 20   |
| Q1 107% tijd: 1:33.922 |     |                   |                            |                    |                    |                    |      |
| Bron: formula1.com     |     |                   |                            |                    |                    |                    |      |

## Wedstrijd
Oscar Piastri behaalde de vijfde Grand Prix-overwinning in zijn carrière.
| Pos.               | Nr. | Coureur           | Constructeur               | Rondes | Tijd / Oorzaak Uitval | Grid | Punten |
| ------------------ | --- | ----------------- | -------------------------- | ------ | --------------------- | ---- | ------ |
| 1                  | 81  | Oscar Piastri     | McLaren-Mercedes           | 50     | 1:21:06.758           | 2    | 25     |
| 2                  | 1   | Max Verstappen    | Red Bull Racing-Honda RBPT | 50     | +2.843                | 1    | 18     |
| 3                  | 16  | Charles Leclerc   | Ferrari                    | 50     | +8.104                | 4    | 15     |
| 4                  | 4   | Lando Norris      | McLaren-Mercedes           | 50     | +9.196                | 10   | 12 S   |
| 5                  | 63  | George Russell    | Mercedes                   | 50     | +27.236               | 3    | 10     |
| 6                  | 12  | Kimi Antonelli    | Mercedes                   | 50     | +34.688               | 5    | 8      |
| 7                  | 44  | Lewis Hamilton    | Ferrari                    | 50     | +39.073               | 7    | 6      |
| 8                  | 55  | Carlos Sainz jr.  | Williams-Mercedes          | 50     | +1:04.630             | 6    | 4      |
| 9                  | 23  | Alexander Albon   | Williams-Mercedes          | 50     | +1:06.515             | 11   | 2      |
| 10                 | 6   | Isack Hadjar      | Racing Bulls-Honda RBPT    | 50     | +1:07.091             | 14   | 1      |
| 11                 | 14  | Fernando Alonso   | Aston Martin-Mercedes      | 50     | +1:15.917             | 13   |        |
| 12                 | 30  | Liam Lawson       | Racing Bulls-Honda RBPT    | 50     | +1:18.451 *1          | 12   |        |
| 13                 | 87  | Oliver Bearman    | Haas-Ferrari               | 50     | +1:19.194             | 15   |        |
| 14                 | 31  | Esteban Ocon      | Haas-Ferrari               | 50     | +1:39.723             | 19   |        |
| 15                 | 27  | Nico Hülkenberg   | Kick Sauber-Ferrari        | 49     | +1 ronde              | 18   |        |
| 16                 | 18  | Lance Stroll      | Aston Martin-Mercedes      | 49     | +1 ronde              | 16   |        |
| 17                 | 7   | Jack Doohan       | Alpine-Renault             | 49     | +1 ronde              | 17   |        |
| 18                 | 5   | Gabriel Bortoleto | Kick Sauber-Ferrari        | 49     | +1 ronde              | 20   |        |
| DNF                | 22  | Yuki Tsunoda      | Red Bull Racing-Honda RBPT | 1      | Ongeluk               | 8    |        |
| DNF                | 10  | Pierre Gasly      | Alpine-Renault             | 0      | Ongeluk               | 9    |        |
| Bron: formula1.com |     |                   |                            |        |                       |      |        |

S Lando Norris reed voor de vijftiende keer in zijn carrière een snelste ronde.

*1 Liam Lawson eindigde de wedstrijd als elfde maar kreeg na de wedstrijd een straf van 10 seconden voor het behalen van voordeel door buiten de baan te rijden.

## Tussenstanden wereldkampioenschap
Betreft tussenstanden voor het wereldkampioenschap na afloop van de race.

### Coureurs
| Pos. | Nr. | Coureur           | Constructeur               | Punten |
| ---- | --- | ----------------- | -------------------------- | ------ |
| 1    | 81  | Oscar Piastri     | McLaren-Mercedes           | 99     |
| 2    | 4   | Lando Norris      | McLaren-Mercedes           | 89     |
| 3    | 1   | Max Verstappen    | Red Bull Racing-Honda RBPT | 87     |
| 4    | 63  | George Russell    | Mercedes                   | 73     |
| 5    | 16  | Charles Leclerc   | Ferrari                    | 47     |
| 6    | 12  | Kimi Antonelli    | Mercedes                   | 38     |
| 7    | 44  | Lewis Hamilton    | Ferrari                    | 31     |
| 8    | 23  | Alexander Albon   | Williams-Mercedes          | 20     |
| 9    | 31  | Esteban Ocon      | Haas-Ferrari               | 14     |
| 10   | 18  | Lance Stroll      | Aston Martin-Mercedes      | 10     |
| 11   | 10  | Pierre Gasly      | Alpine-Renault             | 6      |
| 12   | 27  | Nico Hülkenberg   | Kick Sauber-Ferrari        | 6      |
| 13   | 87  | Oliver Bearman    | Haas-Ferrari               | 6      |
| 14   | 6   | Isack Hadjar      | Racing Bulls-Honda RBPT    | 5      |
| 15   | 55  | Carlos Sainz jr.  | Williams-Mercedes          | 5      |
| 16   | 22  | Yuki Tsunoda      | Red Bull Racing-Honda RBPT | 5      |
| 17   | 14  | Fernando Alonso   | Aston Martin-Mercedes      | 0      |
| 18   | 30  | Liam Lawson       | Racing Bulls-Honda RBPT    | 0      |
| 19   | 7   | Jack Doohan       | Alpine-Renault             | 0      |
| 20   | 5   | Gabriel Bortoleto | Kick Sauber-Ferrari        | 0      |

### Constructeurs
| Pos. | Constructeur               | Punten |
| ---- | -------------------------- | ------ |
| 1    | McLaren-Mercedes           | 188    |
| 2    | Mercedes                   | 111    |
| 3    | Red Bull Racing-Honda RBPT | 89     |
| 4    | Ferrari                    | 78     |
| 5    | Williams-Mercedes          | 25     |
| 6    | Haas-Ferrari               | 20     |
| 7    | Aston Martin-Mercedes      | 10     |
| 8    | Racing Bulls-Honda RBPT    | 8      |
| 9    | Alpine-Renault             | 6      |
| 10   | Kick Sauber-Ferrari        | 6      |